# Fusiplata sharmai
Fusiplata sharmai är en insektsart som beskrevs av Irena Dworakowska 1993. Fusiplata sharmai ingår i släktet Fusiplata och familjen dvärgstritar. Inga underarter finns listade i Catalogue of Life.